# 스타크래프트 II: 공허의 유산

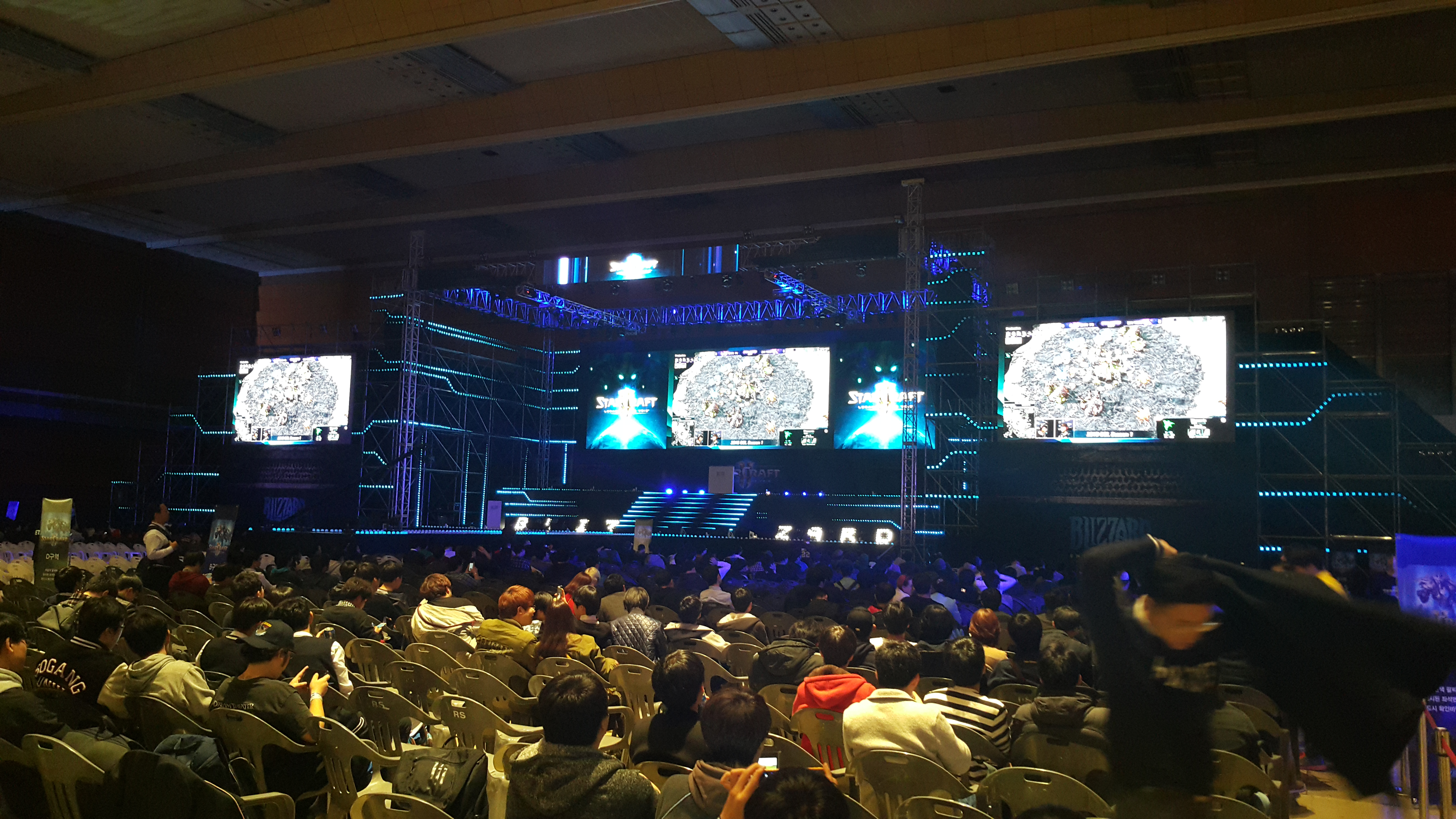
2015년 11월 9일, 코엑스 D홀에서 열린 스타크래프트 II 공허의 유산 발매 전야제 현장

《스타크래프트 II: 공허의 유산》(StarCraft II: Legacy of the Void)은 《자유의 날개》와 《군단의 심장》에 이은 스타크래프트 II 3부작의 대단원격 작품이다. 블리즈컨 2014를 통해 공개되었으며, 기존작 군단의 심장과는 달리 스탠드 얼론(Stand-Alone) 확장팩으로 출시된다. 군단의 심장의 내용을 이어서 스토리가 진행되며, 프롤로그, 공허의 유산 본 스토리, 에필로그 3부분으로 나누어 이야기가 순서대로 이어진다.
공허의 유산을 구매한 플레이어들은 히어로즈 오브 더 스톰에 향후 추가될 예정인 스타크래프트 전사 영웅인 아르타니스를 선물로 받을 수 있다. 2015년 11월 10일 오전 6시 1분에 서버가 오픈되었다.

## 새 유닛

### 테란

#### 사이클론
- 목표물 고정을 사용하여 20의 피해를 입힌다. 자기장 가속기를 업그레이드 할 시 중장갑 상대로 20의 추가 피해를 준다.
- 목표물 고정을 사용한 상태라면 이동하면서 공격이 가능하며 사거리가 매우 길어진다.
- 저글링, 해병 등의 양산이 가능한 유닛에게는 매우 취약하다.
- 화염차와 조합했을 때 효율이 극대화된다. 우선, 사이클론은 기동성이 뛰어나 빠른 화염차와도 같이 움직일 수 있다. 또한 사이클론에게 강한 저글링, 해병 등을 화염차가 처리할 수 있고 화염차에게 강한 중장갑 유닛에는 사이클론이 강력하기 때문이다. 이러한 점을 이용해 화염차, 사이클론 다수를 운용하는 전략이 존재한다.

#### 해방선
- 대공 범위 공격 유닛. 수호기모드라는 모드가 있는데 대지 공격용이다. 수호기모드의 해방선은 공성모드 상태의 공성 전차와 같이 고정 상태가 되며, 범위 내의 지상 유닛을 공격할 수 있다. 우주공항에 부속된 기술실에서 추가로 해방선 수호기모드의 사거리 증가 업그레이드가 가능하다. 이 업그레이드는 융합로를 요구한다.

### 저그

#### 가시지옥
- 스타크래프트1의 럴커와 같은 유닛이다.
- 스타크래프트1의 럴커보다 기본 사거리가 3 증가하여 9가 되었다.
- 스타크래프트1에서는 주로 경장갑 유닛을 상대할 때 쓰였으나 스타크래프트2에서는 중장갑 유닛에게 추가 피해를 주기 때문에 중장갑 유닛을 상대할 때 자주 쓰인다. 다만 직선으로 범위 공격을 하는 것은 변함없기에 상대적으로 충돌크기가 작은 경장갑 유닛에게도 여전히 강력한 모습을 보인다.
- 대부분의 지상 유닛을 상대로 강력하지만 테란의 공성전차와 프로토스의 불멸자 등 가시지옥보다 화력이 더 강한 유닛들을 상대로는 매우 취약하다.

#### 궤멸충
- 바퀴에서 변태, 생체 속성만 가진 무장갑 유닛이다.
  - 이 부식성 담즙은 프로토스의 역장 파괴도 가능하고 부식성 담즙에 맞은 모든 유닛 및 구조물에게 60의 피해를 준다

### 프로토스

#### 분열기
- 정화 폭발이라는 특수능력이 있으며 정화 폭발 사용 중에는 이동할 수 없고, 차원 분광기 및 분열기가 탑승 유닛에 탑승하게 되면 정화 폭발이 취소된다. 내부의 구체가 빠져나와 짧은 시간 후 폭발한다. 정화 구체는 주변에만 피해를 주며 구체를 직접 조작할 수 있다. 구체를 직접 조작이 가능하기에 보다 효율적인 공격을 할 수 있으나 컨트롤이 어려워 손이 많기 가기 때문에 양날의 검이라고 할 수 있다.

- 분열기를 상대할 때 분열기의 수가 적을 경우 정화 구체가 터지기 전에 분열기를 파괴하면 된다. 다만 분열기가 다수 일 경우엔 공중유닛으로 상대하거나 부대를 최대한 퍼트려 상대해야 한다.

- 정화 구체 폭발은 범위공격이라서 충돌크기가 작은 경장갑 유닛에게 상대적으로 더 효율적이다. 또한 정화구체를 피하기 힘든 느린 유닛(토르, 불멸자 등)이나 고정된 유닛(가시지옥)에게도 강력하다. 다만 공성전차는 고정된 유닛이지만 분열기로 상대하기에 좋지 않은데, 공성전차의 사거리가 매우 길기 때문에 구체를 쏘다가 분열기가 터지는 경우가 잦기 때문이다.

- 분열기는 기본 공격 능력은 없고 정화구체를 쏘는 능력만 있기 때문에 정화 폭발 스킬을 사용하고 다음 쿨이 돌아올 때까지는 취약하다. 따라서 보조유닛이 필수적이다.

#### 사도
- 지상 경장갑 유닛에게 강력하지만, 공격 속도가 느리다.
- 황혼의회에서 공명파열포 연구시 공격속도가 기존에 비해 매우 빨라진다. 이를 이용한 전략으로는 공멸파열포를 빠르게 업그레이드 해 초반에 사도를 모아 상대를 공격하는 것이 있다.
- 자신보다 빠른 분신을 만든 후 몇초 후에 분신으로 이동하는 사이오닉 이동을 사용한다.
- 경장갑이 아닌 지상유닛들을 상대로는 대부분 취약한 모습을 보이나 가격이 싸고 기동성이 좋아 그 유틸성으로 인해 초반에 자주 쓰이는 유닛이다.

## 디지털 디럭스
일반판보다 2만원 비싼 디지털 디럭스 판은 다음과 같은 추가 구성 요소를 제공한다.

### 추가 구성 요소
- 디아블로 III : 탐사정 애완동물, 프로토스 형상변환
- 월드 오브 워크래프트 : 집정관 전투 애완동물
- 히어로즈 오브 더 스톰 : 공허의 질주자 탈것
- 하스스톤 : 공허의 유산 카드 뒷면
- 스타크래프트2 : 프로토스 초상화와 유닛 스킨

## 소장판
정가 7만 5천원인 소장판은 디지털 디럭스의 구성 요소를 포함, 다음과 같은 추가 구성 요소를 제공한다.

### 추가 구성 요소
- 전면 컬러 양장판 스타크래프트 야전교범 : 유튜브 공식 영상
- 개발 뒷이야기, 시네마틱 영상 특별 DVD
- 사운드 트랙 CD (21곡)

## 평가
| 평가 |         |
| --- | ------- |
| 통합 점수 통합사 점수 메타크리틱 88/100 [ 5 ] 평론 점수 평론사 점수 게임 인포머 8.75/10 [ 6 ] 게임스팟 8/10 [ 7 ] IGN 8.9/10 [ 8 ] PC 게이머 (US) 91% [ 9 ] |         |
| 통합 점수 |         |
| 통합사 | 점수    |
| 메타크리틱 | 88/100  |
| 평론 점수 |         |
| 평론사 | 점수    |
| 게임 인포머 | 8.75/10 |
| 게임스팟 | 8/10    |
| IGN | 8.9/10  |
| PC 게이머 (US) | 91%     |